# Forma vital de Raunkjaer
Les formes vitals de Raunkjaer són una classificació ecològica de les espècies vegetals terrestres, d'acord amb el lloc on se situen els meristemes caulinars (gemmes) durant l'estació desfavorable (per freda o per seca). Aquesta classificació fou proposada pel botànic danès Christen C. Raunkiær el 1904, i consolidada definitivament el 1934.
Així, espècies que tenen aspecte semblant a l'estació favorable poden tenir formes vitals diferents perquè les parts semblants desapareixen en empitjorar el temps. Per exemple, dues gramínies comunes, el margall bord i el fenàs de marge, a la fi de primavera ambdues són herbes verdes amb espigues, però a l'època desfavorable del fenàs en roman la part subterrània amb les gemmes arran de terra, preparades per rebrotar, mentre que del margall només en queda la llavor. A més, les alçades que es consideren per classificar les plantes no són la de la planta, sinó només la de les gemmes. Així, per exemple, la ceba, les fulles i flors de la qual assoleixen fàcilment alçades d'alguns pams, té les gemmes sota terra dins el seu bulb.
Les formes vitals de Raunkjaer són:

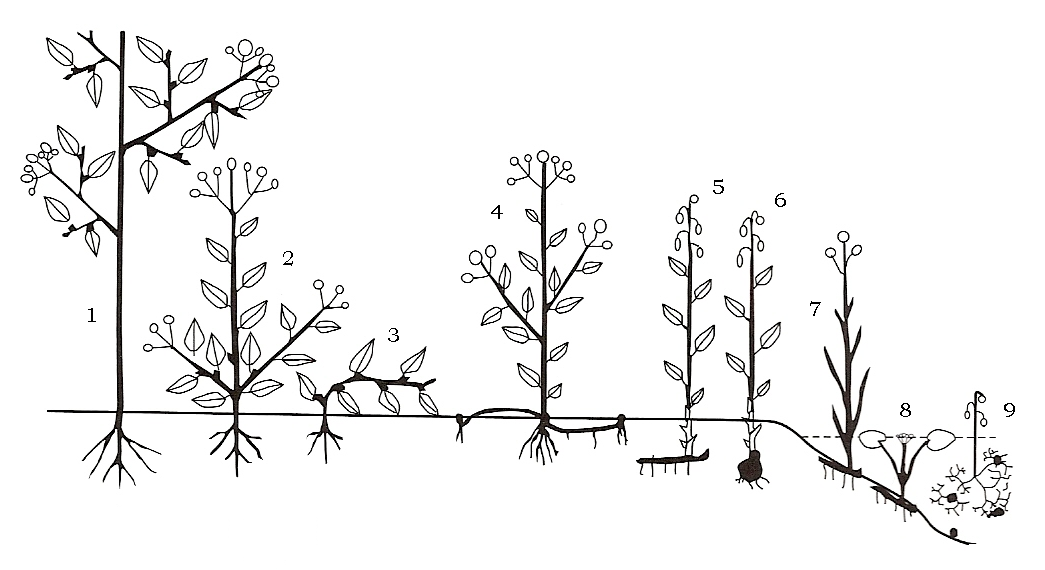
Formes vitals de Raunkiær:
1. Faneròfit.
2-3. Camèfit.
4. Hemicriptòfit.
5-6. Geòfit.
7. Helòfit.
8-9. Hidròfit.
(teròfits, aeròfit i epífit no es mostren)

- Epífits: creixen a sobre o dintre d'una altra planta sense parasitar-la. És el cas de moltes orquídies o bromeliàcies.
- Faneròfits: els meristemes resten a més de 40 cm del terra. És el cas d'arbres i d'arbusts. Entre aquests s'hi distingeixen:
  - Macrofaneròfits: tenen les gemmes persistents situades a més de 2 m d'altura (per exemple els roures).
  - Nanofaneròfits: tenen les gemmes persistents situades a menys de 2 m d'altura (per exemple les estepes o el romaní).
- Camèfits: els meristemes resten a menys de 40 cm del terra. És el cas de les mates perennes com la farigola o el llistó.
- Hemicriptòfits: els meristemes es troben just arran de terra en l'estació desfavorable, com en el fenàs de marge o el fenàs de bosc.
- Geòfits: els meristemes es troben sota terra en l'estació desfavorable. Per exemple, la ceba i l'all.
- Teròfits: en l'estació desfavorable tan sols hi resten les llavors, que no germinaran fins a l'arribada d'un moment més propici. És el cas del margall bord i de l'ordi.
- Hidròfits: en l'estació desfavorable les gemmes resten protegides dins de l'aigua. És el cas de la llentilla d'aigua i plantes afins.